# Морганти, Фауста Симона
Фауста Симона Морганти (итал. Fausta Simona Morganti; 20 августа 1944 — 2 февраля 2021) — одна из двух капитанов-регентов Сан-Марино.
Морганти была выбрана на шестимесячный срок с 1 апреля по 1 октября 2005 года вместе с Чезаре Гасперони.
Морганти была членом Сан-маринской коммунистической партии, Сан-маринской демократической прогрессивной партии, Демократической партии Сан-Марино и Партии социалистов и демократов. Вместе с Кларой Боскалиа и Мариной Реффи в 1974 году оказалась в числе первых трёх женщин, избранных в парламент страны.
Умерла на 77 году жизни 2 февраля 2021 года в Сан-Марино от последствий заражения коронавирусной инфекцией.